# Aurora e Cefalo
Aurora e Cefalo, o Cefalo e l'Aurora (in francese Aurore et Céphale; in russo Аврора и Кефал?, Avrora i Kefal), è un dipinto a olio del pittore francese Pierre-Narcisse Guérin, realizzato nel 1810; attualmente è conservato al museo del Louvre di Parigi. Il quadro, che misura 254,5 centimetri per 178, mette in scena i versi dal 661 all'866 del settimo libro delle Metamorfosi di Ovidio. 
Una versione realizzata nel 1811 si trova al museo Puškin di Mosca, e uno studio a olio per quest'ultima copia si trova nel museo dell'Ermitage dal 1978 (il numero d'inventario è GE-10310).

## Storia
La versione parigina venne esposta al Salone che si svolse nella capitale francese nel 1814.
La versione di Mosca venne commissionata dal principe Nikolaj Jusupov per il suo palazzo di Archangel'skoe, dove venne esposta nella sala di Psiche, assieme al quadro Morfeo e Iride. Nel 1834 venne trasferita al palazzo sul Mojka a San Pietroburgo e dopo la rivoluzione d'ottobre venne sequestrata, assieme ad altre opere della collezione Jusupov, per la collezione nazionale. Nel 1924 entrò a far parte del museo dell'Ermitage, ma nel 1925 venne trasferita al nuovo museo Puškin di Mosca.

## Descrizione
Il quadro ritrae Aurora e Cefalo, due figure della mitologia classica: la prima, la dea dell'alba (nota ai greci come Eos), si innamora del secondo, che era il marito di Procri, e cerca di sedurlo dopo averlo rapito. Come la tela Morfeo e Iride, anche quest'opera ritrae una figura femminile, accompagnata da un amorino, che osserva un giovane nudo che dorme (Morfeo su un letto, Cefalo su una nuvola). Aurora alza le braccia e solleva un velo stellato che simboleggia la notte, lasciando cadere dalle sue mani dei fiori. Se Iride era in veste adamitica, Aurora indossa una veste leggera e trasparente che lascia comunque scoperto il seno.